# Episodi de Il villaggio dei dannati
La prima stagione della serie televisiva Il villaggio dei dannati, composta da sette episodi, è stata trasmessa in prima visione assoluta sul canale satellitare inglese Sky Max il 2 giugno 2022.
In Italia la stagione è stata trasmessa su Sky Atlantic, canale a pagamento della piattaforma satellitare Sky, dal 17 giugno al 8 luglio 2022.
| nº | Titolo originale   | Titolo italiano | Prima TV UK   | Prima TV Italia |
| -- | ------------------ | --------------- | ------------- | --------------- |
| 1  | Bad Things         | Episodio 1      | 2 giugno 2022 | 17 giugno 2022  |
| 2  | In This Together   | Episodio 2      | 2 giugno 2022 | 17 giugno 2022  |
| 3  | The Hive           | Episodio 3      | 2 giugno 2022 | 24 giugno 2022  |
| 4  | Hide and Seek      | Episodio 4      | 2 giugno 2022 | 24 giugno 2022  |
| 5  | Why Are You Lying? | Episodio 5      | 2 giugno 2022 | 1º luglio 2022  |
| 6  | Not An Ice Cream   | Episodio 6      | 2 giugno 2022 | 1º luglio 2022  |
| 7  | Departure          | Episodio 7      | 2 giugno 2022 | 8 luglio 2022   |

## Episodio 1
- Titolo originale: Bad Things
- Diretto da: Alice Troughton
- Scritto da: David Farr

### Trama
- Durata: 58 minuti
- Guest star: India Ria Amarteifio (Nora Randall), Amy Cudden (Sarah McLean), Lewis Reeves (Curtis Saunders), Marianne Oldham (Jane Colter), Cherrelle Skeete (Bryony Cummings), Georgia Thorne (Hannah Moran), Rebekah Staton (Mary-Ann Phillips), Hannah Tointon (Rachel Saunders), Mark Dexter (Stewart McLean), Laura Doddington (DS Mayes), Darcie Smith (Charlotte McLean), Jade Harrison (Deborah Haynes), Anneika Rose (Amrita Chohhan), John Hollingworth (Michael), Kit Rakusen (George), Tommy Sim'aan (capo NPA), Ram Gupta (agente di polizia), Alex Brock (John Lancaster), Nadia Shash (agente di polizia), Deeivya Meir (Reporter), George Potts (Barnaby), Christian Roe (pilota dell'elicottero), Alec Nicholls (Mitchell Fenner)

## Episodio 2
- Titolo originale: In This Together
- Diretto da: Alice Troughton
- Scritto da: David Farr

### Trama
- Durata: 44 minuti
- Guest stars: India Ria Amarteifio (Nora Randall), Amy Cudden (Sarah McLean), Lewis Reeves (Curtis Saunders), Marianne Oldham (Jane Colter), Cherrelle Skeete (Bryony Cummings), Rebekah Staton (Mary-Ann Phillips), Hannah Tointon (Rachel Saunders), Mark Dexter (Stewart McLean), Laura Doddington (DS Mayes), Jade Harrison (Deborah Haynes), Caroline Ginty (Carol), Darcie Smith (Charlotte McLean), Nasreen Hussain (infermiera Kate), Crispin Letts (dott. Colin McAfferty), Daisy Ashford (madre della ragazza a cavallo), Carol Walton (funzionario), Yasmine Holness-Dove (dottoressa), Sienna Schneider (ragazza a cavallo), Eve Webster (infermiera Freya)

## Episodio 3
- Titolo originale: The Hive
- Diretto da: Jennifer Perrott
- Scritto da: David Farr e Sasha Hails

### Trama
- Durata: 44 minuti
- Guest star: India Ria Amarteifio (Nora Randall), Amy Cudden (Sarah McLean), Lewis Reeves (Curtis Saunders), Marianne Oldham (Jane Colter), Cherrelle Skeete (Bryony Cummings), Rebekah Staton (Mary-Ann Phillips), Hannah Tointon (Rachel Saunders), Scarlett Leigh (Hannah Moran), Mark Dexter (Stewart McLean), Jude Ible-Thompson (Nathan Blake), Billie Gadsdon (Evie Stone), Aditi Pothuganti (Sunny Chohhan), Dexter Ansell (David Saunders), Jimmy Bone (Joe Saunders), Erin Ainsworth (Lily-Grace Phillips), Kimara-Mai Petit (Olive Randall), Evan Scott (Connor Colter), Amelie Bea Smith (Charlotte McLean), Kaylen Luke (Ezra), Jade Harrison (Deborah Haynes), Wela Mbusi (Mo)

## Episodio 4
- Titolo originale: Hide and Seek
- Diretto da: Jennifer Perrott
- Scritto da: David Farr e Sasha Hails

### Trama
- Durata: 45 minuti
- Guest star: India Ria Amarteifio (Nora Randall), Amy Cudden (Sarah McLean), Lewis Reeves (Curtis Saunders), Marianne Oldham (Jane Colter), Cherrelle Skeete (Bryony Cummings), Rebekah Staton (Mary-Ann Phillips), Hannah Tointon (Rachel Saunders), Scarlett Leigh (Hannah Moran), Jude Ible-Thompson (Nathan Blake), Erin Ainsworth (Lily-Grace Phillips), Billie Gadsdon (Evie Stone), Aditi Pothuganti (Sunny Chohhan), Jimmy Bone (Joe Saunders), Dexter Ansell (David Saunders), Laura Doddington (DS Mayes), Kaylen Luke (Ezra), Matthew Fraser Holland (Steve), Anneika Rose (Amrita Chohhan), Thoren Ferguson (Jamie Travis), Emily Stott (receptionist dell'albergo), Glenn Hanning (magazziniere)

## Episodio 5
- Titolo originale: Why Are You Lying?
- Diretto da: Jennifer Perrott
- Scritto da: David Farr e Sasha Hails

### Trama
- Durata: 43 minuti
- Guest star: India Ria Amarteifio (Nora Randall), Amy Cudden (Sarah McLean), Lewis Reeves (Curtis Saunders), Marianne Oldham (Jane Colter), Cherrelle Skeete (Bryony Cummings), Rebekah Staton (Mary-Ann Phillips), Hannah Tointon (Rachel Saunders), Scarlett Leigh (Hannah Moran), Mark Dexter (Stewart McLean), Jude Ible-Thompson (Nathan Blake), Natalia Harris (Lily-Grace Phillips), Aditi Pothuganti (Sunny Chohhan), Dexter Ansell (David Saunders), Jimmy Bone (Joe Saunders), Billie Gadsdon (Evie Stone), Evan Scott (Connor Colter), Kimara-Mai Petit (Olive Randall), Kaylen Luke (Ezra), Caroline Ginty (Carol), Matthew Fraser Holland (Steve), Abigail Davies (Geraldine)

## Episodio 6
- Titolo originale: Not An Ice Cream
- Diretto da: Börkur Sigþórsson
- Scritto da: David Farr

### Trama
- Durata: 45 minuti
- Guest star: India Ria Amarteifio (Nora Randall), Amy Cudden (Sarah McLean), Lewis Reeves (Curtis Saunders), Marianne Oldham (Jane Colter), Cherrelle Skeete (Bryony Cummings), Georgia Thorne (Hannah Moran), Hannah Tointon (Rachel Saunders), Mark Dexter (Stewart McLean), Adiel Magaji (Nathan Blake), Indica Watson (Evie Stone), Dexter Ansell (David Saunders), Natalia Harris (Lily-Grace Phillips), Jiyan Kaur Deol (Sunny Chohhan), Jude Muir (Joe Saunders), Laura Doddington (DS Mayes), Marshall K. Hawkes (Connor Colter), Kimia Lamour (Olive Randall), Caroline Ginty (Carol), Etta Edwards (Ellie), Melissa Lowe (infermiere del reparto 300)

## Episodio 7
- Titolo originale: Departure
- Diretto da: Börkur Sigþórsson
- Scritto da: David Farr

### Trama
- Durata: 62 minuti
- Guest star: India Ria Amarteifio (Nora Randall), Amy Cudden (Sarah McLean), Lewis Reeves (Curtis Saunders), Marianne Oldham (Jane Colter), Cherrelle Skeete (Bryony Cummings), Georgia Thorne (Hannah Moran), Rebekah Staton (Mary-Ann Phillips), Mark Dexter (Stewart McLean), Adiel Magaji (Nathan Blake), Indica Watson (Evie Stone), Dexter Ansell (David Saunders), Natalia Harris (Lily-Grace Phillips), Jiyan Kaur Deol (Sunny Chohhan), Jude Muir (Joe Saunders), Marshall K. Hawkes (Connor Colter), Kimia Lamour (Olive Randall), Etta Edwards (Ellie), Georgia Burnell (paramedico), Bohdan Poraj (maggiore Craig Seymour), Lauryn Redding (Mallory)